# Regione Metropolitana di Vale do Itajaí
La regione metropolitana di Vale do Itajaí era una regione metropolitana del Brasile, nello Stato di Santa Catarina. Venne creata nel 1998 dalla legge complementare statale nº 162 ed estinta dalla legge complementare statale nº 381 del 2007. Comprendeva cinque comuni, che formavano una conurbazione attorno a Blumenau. L'area d'espansione era composta da altri undici comuni.

## Comuni
| Regione metropolitana | Regione metropolitana | Regione metropolitana |
| Città                 | Popolazione (ab.)     | Superficie (km²)      |
| --------------------- | --------------------- | --------------------- |
| Blumenau              | 298 603               | 520                   |
| Gaspar                | 54 396                | 386                   |
| Indaial               | 47 612                | 431                   |
| Timbó                 | 33 462                | 127                   |
| Pomerode              | 24 607                | 216                   |
| Totale                | 458 680               | 1 680                 |

| Area d'espansione | Area d'espansione | Area d'espansione |
| Comune            | Popolazione (ab.) | Superficie (km²)  |
| ----------------- | ----------------- | ----------------- |
| Brusque           | 89 254            | 283               |
| Guabiruba         | 15 246            | 174               |
| Ilhota            | 11 406            | 253               |
| Rodeio            | 11 126            | 131               |
| Benedito Novo     | 9 578             | 385               |
| Rio dos Cedros    | 9 159             | 556               |
| Luiz Alves        | 9 108             | 260               |
| Apiúna            | 9 103             | 494               |
| Ascurra           | 7 505             | 112               |
| Botuverá          | 3 536             | 303               |
| Doutor Pedrinho   | 3 145             | 376               |